# Runensteine an der Kirche von Leksberg
Die Runensteine an der Kirche von Leksberg (Samnordisk runtextdatabas Vg 9, Vg 10 und Vg 11) stehen in Leksberg in der Gemeinde Mariestad im Nordosten von Västergötland in Schweden.

## Runenstein Vg 9
Der Runenstein Vg 9 wurde 1878 gefunden, als man den östlichen Teil der alten Friedhofsmauer entfernte. Der Stein aus rötlichem Granit ist 1,75 m hoch, 0,6 m breit und 0,4 m dick. Die Runenhöhe beträgt 13–16 cm. Die randständige Runeninschrift lautet:
„× kunur : arsti : slin : þina : iftiR × a-(i)b × naka × foþur ÷ þrkls ×“
Übersetzt: „Gunnur setzte diesen Stein für Olov nacke, Torkels Vater.“
Olov nacke wird auch auf dem Runenstein Vg 12 in Hindsberg erwähnt. Der weibliche Vorname Gunnur ist eine Form des auch auf Vg 36 vorkommenden Namens Gunvor.
Der Runenstein südöstlich der Kirche von Leksberg befindet sich vermutlich in situ (⊙). Der Antiquar Johannes Bureus (1568–1652) besuchte die Stätte 1622. Der Runenforscher Johan Hadorph (1630–1693) besuchte den Ort 1673 mit seinem königlichen Begleiter, dem jungen Karl XI. Der König war auf der Eriksgata und der Antiquar fungierte als historischer Führer. Zuvor hatte man auch den Runenstein bei Stora Ek östlich von Leksberg besucht.

## Runenstein Vg 10
Vg 10 ist einer der mittelalterlichen Liliensteine aus hellem Sandstein, von denen sich vier weitere, allerdings ohne Runen, an der Kirche in Leksberg befinden. Der Lilienstein mit Runeninschrift ist etwa 1,95 m hoch, 0,65 m breit und 0,19 m dick. Die Runenhöhe auf dem erhöhten oberen Rand beträgt 3 bis 4 cm. Er wurde 1916 als Schwellenstein im 1742 errichteten, unter Denkmalschutz stehenden Karnhaus der Kirche gefunden. Laut den Runeninschriften von Västergötland lautet die 1990 ausgemalte Inschrift: „Torsten Priester“.
Der Stein steht an der nördlichen Außenwand der Kirche (⊙).

## Runenstein Vg 11
Vg 11 besteht aus rotem grobkörnigem Granit. Er ist 295 cm hoch, 95 cm breit und 44 cm dick. Der Stein befindet sich südöstlich des Friedhofs (⊙). Die seitlich aufgebrachte Inschrift lautet:  
„þorir × skurba × raisti × stin: þino: ift (i) (r) [:] (k) (i) til × sun: sin.“
Übersetzt: „Tore skorpa hat diesen Stein für seinen Sohn Kättil aufgestellt.“